# Çarşaf

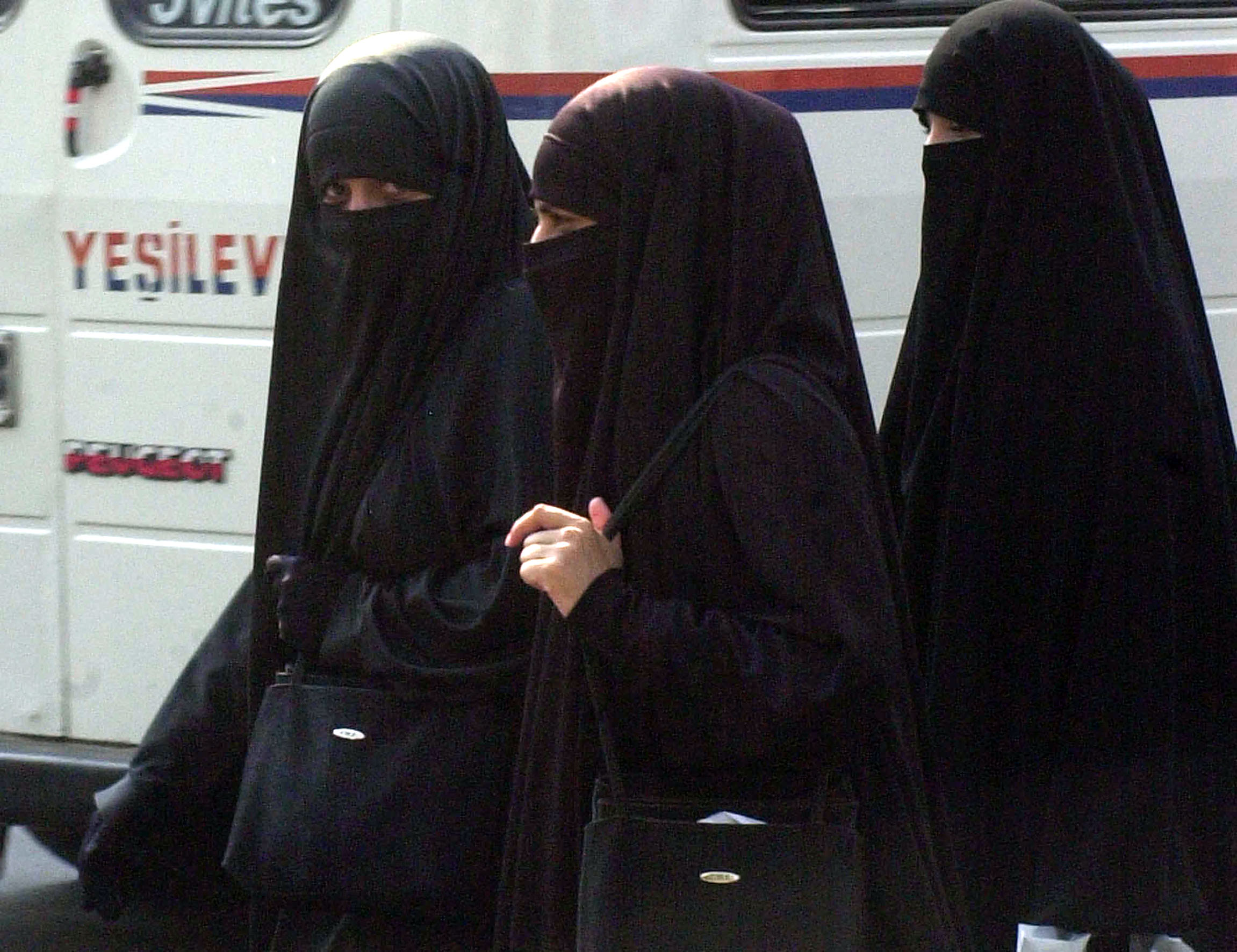
Frauen in Adana mit Çarşaf

Çarşaf (osmanisch چارشف; gesprochen „tscharschaf“) ist die türkische Form der Totalverschleierung mit Niqab und ähnelt dem iranischen Tschador. Wörtlich übersetzt bedeutet Çarşaf „Betttuch“.
Der Çarşaf ist für gewöhnlich schwarz. Wie beim iranischen Tschador wird beim Çarşaf normalerweise der untere Teil des Gesichts dadurch verdeckt, dass das Tuch unter der Nase mit einer Stecknadel zusammengehalten wird. Manchmal wird das den unteren Teil des Gesichts verdeckende Tuch auch seitlich festgesteckt, wie hier im Bild. Im Gegensatz zum Tschador besteht der Çarşaf meist aus zwei Teilen, einem oberen, das bis über die Hüfte herabhängt, und einem unteren, das wie ein weiter, bodenlanger Rock geschnitten ist.
Der Çarşaf ist keine traditionelle islamische Frauenbekleidung, er kam erst gegen Ende des 19. Jahrhunderts zur Regierungszeit von Abdülhamid II. (1876–1908) auf, um westliche Einflüsse abzuwehren, und setzte sich von dort vor allem in entlegenen Landesteilen des damaligen Osmanischen Reiches wie dem Jemen durch, wo er noch heute verbreitet ist. Die traditionelle islamische Frauenbekleidung im Osmanischen Reich war nicht so streng wie der Çarşaf.
Laut Umfragen trugen in der Türkei im Jahr 2006 nur 1,1 % der Frauen den Çarşaf (Stadt: 0,6 %; Land: 2,2 %), im Jahr 1999 waren es 3,4 % (Stadt: 2,3 %; Land: 5,9 %).